# Procambarus petersi
Procambarus petersi är en kräftdjursart som beskrevs av Hobbs 1981. Procambarus petersi ingår i släktet Procambarus och familjen Cambaridae. IUCN kategoriserar arten globalt som otillräckligt studerad. Inga underarter finns listade i Catalogue of Life.